# بخش د کارلوس کاسارس
بخش د کارلوس کاسارس (به اسپانیایی: Partido de Carlos Casares) یک منطقهٔ مسکونی در آرژانتین است که در استان بوئنوس آیرس واقع شده‌است. بخش د کارلوس کاسارس ۲٬۵۲۰ کیلومتر مربع مساحت و ۲۱٬۱۲۵ نفر جمعیت دارد.